# Міжнародна експедиція до сторіччя Роберта Скотта (2012)
Міжнародна експедиція до сторіччя Роберта Скотта (2012) —  це експедиція до останнього наметового місця капітана Роберта Фолкона Скотта для проведення панахиди у сторіччя його смерті. Меценатами експедиції є Джонатан Бенд. Експедицію очолили Ентоні Джінман та Фелісіті Астон, які раніше керували Антарктичною експедицією Касперського. Мета експедиції - відзначити смерть Скотта.

## Історична довідка
Британська експедиція територією Антарктиди Роберта Фолкона Скотта відбулася в 1910-1913 роках. Головною метою, яку висловив Скотт у своєму проспекті, було «Досягнути Південного полюса і забезпечити для Британської імперії честь цього досягнення». Експедиція мала подальші цілі в науковому дослідженні та географічній розвідці і мала на меті зробити «... полюс предметом подальших досліджень» («... англ. bagging the Pole merely an item in the results»). Щоб досягти цього, Скотт взяв із собою велику команду вчених.

## Експедиція
Експедиція складалась з двох сторін: команди з саней та льотної команди. Команда саней повторила маршрут пошукової групи, яка знайшла Скотта та його людей. До другої половини учасників входили члени полярних родин, меценати та засоби масової інформації.